# Cinli Boluslu
Cinli Boluslu är en ort i Azerbajdzjan.   Den ligger i distriktet Goranboj, i den centrala delen av landet, 260 km väster om huvudstaden Baku. Cinli Boluslu ligger 107 meter över havet och antalet invånare är 1 313.
Terrängen runt Cinli Boluslu är platt. Närmaste större samhälle är Goranboy, 6,0 km väster om Cinli Boluslu.
Omgivningarna runt Cinli Boluslu är i huvudsak ett öppet busklandskap. Runt Cinli Boluslu är det ganska glesbefolkat, med 43 invånare per kvadratkilometer.